# Colletes hyalinus

Colletes hyalinus är en biart som beskrevs av Léon Abel Provancher 1888. Colletes hyalinus ingår i släktet sidenbin och familjen korttungebin.

## Underarter
Arten delas in i följande underarter:
- C. h. gaudialis
- C. h. hyalinus
- C. h. oregonensis

## Beskrivning
Hos honan är pälsen på huvud och mellankropp gulbrun på ovansidan, och övergår på sidorna till mera vitaktig. Hanen har mer eller mindre vitaktig päls även upptill. Honans antenner är mörkröda till mörkbruna, medan hanens är mera gråbruna till bruna. Vingarna är genomskinliga, ibland med en violett ton, och med brunaktiga ribbor. Mellankroppens framhörn är förlängda till korta taggar hos honan. Bakkroppen är svart med smala, vita hårband längs bakkanterna på tergiterna (ovansidans segment). Arten påminner om släktingen Colletes phaceliae, men är generellt svartare. Honan har en kroppslängd mellan 9 och 10 mm, hanen omkring 8 mm.

## Ekologi
Arten förekommer framför allt i det boreala bältet, och flyger ganska sent, mellan slutet av juni till september. Den är polylektisk och besöker ett flertal blommande växter som flockblommiga växter (sårläkor), korgblommiga växter (astersläktet, binkasläktet, grindelior, rosettfibblor, molkesläktet (åkermolke), röllikesläktet, tistlar och  gullrissläktet), kaprifolväxter (snöbärssläktet), ärtväxter (Psorothamnus och sötväpplingssläktet), näveväxter (nävor), rosväxter (tokar), tamariskväxter (tamarisksläktet), dunörtsväxter (dunörtssläktet), gentianaväxter (Frasera), ljungväxter (kalmiasläktet) samt sumakväxter (sumaksläktet). Som alla sidenbin gräver honorna sina larvbon i marken.

## Utbredning
Utbredningsområdet omfattar norra Nordamerika från Yukon till Nova Scotia i Kanada, och i USA främst den västra delen från kanadensiska gränsen till South Dakota, Colorado och New Mexico. I öster förekommer den endast i Maine och Michigan.